# مرتیگ
شهر مرتیگ (به فرانسوی: مرتیگ) در شهرستان بوش دو رون در ناحیه پروانس آلپ-کوت دازور با جمعیت ۴۶٬۳۱۸ نفر در کشور فرانسه واقع شده‌است